# Nyíradony

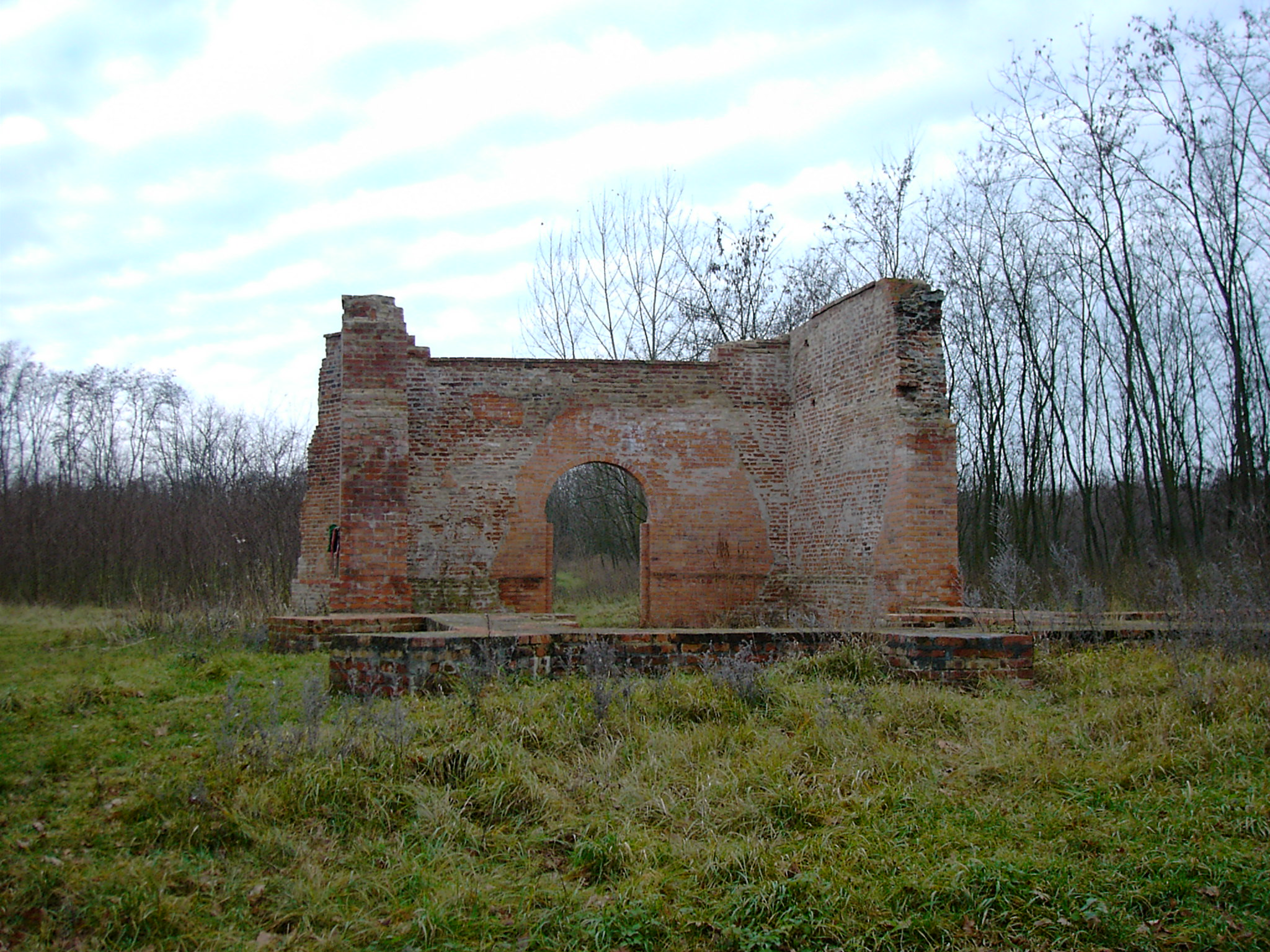
Ruinas de una pequeña capilla

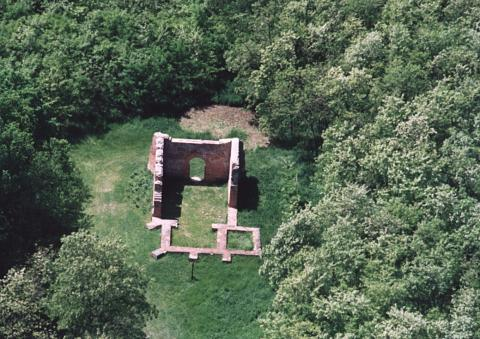
Fotografía aérea de las ruinas

Nyíradony (en rumano: Nir-Adon) es una ciudad en el condado de Hajdú-Bihar, en la región de la Gran Llanura del Norte del este de Hungría.

## Geografía
Tiene una superficie de 96,59 kilómetros cuadrados y en 2024 tenía una población de 7 235 habitantes.

## Lugares de interés
- Nuevo pabellón deportivo con piscina cubierta y sauna.
- Iglesia greco-católica en el centro de la ciudad con bonitas pinturas murales.
- Ruinas de una pequeña capilla que fue destruida por los tártaros en el siglo XII.

## Transporte
- En coche: la autopista 471 conecta Nyíradony con Debrecen.
- En tren: Hay conexiones directas esporádicas a Budapest. Generalmente, es necesario hacer transbordo en Debrecen para conexiones de larga distancia.

## Alojamiento
- En el bosque (a unos 3 kilómetros al este de Nyíradony) hay un pabellón de caza con una casa de huéspedes.